# برقيو
برقيو (بالفارسية: برقیو) هي قرية تقع في قسم بسكلوت الريفي (مقاطعة غناباد) في إيران.